# David Berkowitz
David Richard Berkowitz (nascut Richard David Falco, 1 de juny de 1953), també conegut com el Fill de Sam i l'assassí de calibre .44, és un assassí en sèrie nord-americà que es va declarar culpable de perpetrar vuit tiroteigs a la ciutat de Nova York entre juliol de 1976 i juliol. 1977, que va provocar sis víctimes mortals. Berkowitz va créixer a la ciutat de Nova York i va servir a l'exèrcit dels Estats Units. Utilitzant un revòlver Bulldog de calibre especial .44, va matar sis persones i en va ferir set més el juliol de 1977, terroritzant els novaiorquesos. Berkowitz va eludir la cacera policial més gran de la història de la ciutat mentre va deixar cartes que es burlaven de la policia i prometien més crims, que van ser molt publicitades per la premsa.
Berkowitz va ser arrestat el 10 d'agost de 1977 i posteriorment acusat de vuit tiroteigs. Va confessar a tots ells, i inicialment va afirmar haver estat obeint les ordres d'un dimoni manifestat en forma de gos negre pertanyent al seu veí, “Sam”. Després de ser considerat mentalment competent per ser jutjat, es va declarar culpable d'assassinat en segon grau i va ser condemnat a sis presons perpètues consecutives a la presó estatal amb possibilitat de llibertat condicional després de 25 anys. Posteriorment, va admetre que la història del gos i el diable era un engany. En les investigacions policials, Berkowitz també va estar implicat en molts incendis no resolts a la ciutat.
La intensa cobertura mediàtica del cas va donar una mena d'estatus de celebritat a Berkowitz, que molts observadors van assenyalar que semblava gaudir. La legislatura de l'estat de Nova York va promulgar nous estatuts, coneguts popularment com a “lleis del fill de Sam”, dissenyats per evitar que els delinqüents es beneficiïn econòmicament de la publicitat creada pels seus crims. Els estatuts s'han mantingut a Nova York malgrat diversos desafiaments legals, i s'han promulgat lleis similars en diversos altres estats. A mitjans de la dècada de 1990, Berkowitz, aleshores que professava ser un cristià evangèlic convertit, va modificar la seva confessió per afirmar que havia estat membre d'un culte satànic violent que va orquestrar els incidents com a assassinat ritual. Una nova investigació dels assassinats va començar el 1996, però es va suspendre indefinidament després de troballes poc concloents.

## Atacs
- 29 de juliol de 1976: La Donna Lauria i la Jody Valenti estaven dins del seu cotxe quan un home els va disparar contra elles, provocant la mort instantània de la Donna i ferint a la Jody.
- 23 d'octubre de 1976:  En Carl Denaro i la Rosemary Keenan parlaven dins del seu cotxe quan un home desconegut els va disparar cinc vegades, el que va provocar ferides superficials a la Rosemary, mentre que el Carl va patir una greu lesió cranial.
- 26 de novembre de 1976: La Donna DeMasi i la Joanne Lomino tornaven caminant del cine quan un home se'ls va apropar fingint fer-los una pregunta per després disparar-los, provocant greus ferides a la Donna i la Joanne, la qual va quedar paraplègica.
- 30 de gener de 1977: La Christine Freund i en John Diel, una parella de nuvis, es preparaven per sortir a ballar quan el seu atacant va disparar en tres ocasions contra el seu vehicle, provocant ferides lleus a en John i ferides molt grues a la Christine, la qual va morir a l'hospital.
- 8 de març de 1977: La Virginia Voskerichian. El seu atacant es va apropar a ella i li va disparar a la cara. Ella, intentant protegir-se, es va cobrir la cara amb els seus llibres, però aquell escut improvisat no va impedir la seva mort.
- 17 d'abril de 1977: L'Alexander Esaú i la Valentina Suriani, una parella de nuvis, s'estaven petonejant en el seu cotxe, quan es va apropar i els va disparar dos cops a cadascú d'ells. La Valentina va morir en el lloc dels fets, mentre que l'Alexander va morir a l'hospital després d'unes quantes hores. L'assassí va deixar una nota manuscrita per la policia a l'escena del crim.
- 26 de juny de 1977: En Sal Lupo i la Judy Placido havien sortit de la discoteca "Elephas" i quan estaven al seu cotxe, van ser disparats tres vegades. Les seves ferides van ser lleus i tots van sobreviure, probablement a causa del fet que l'atacant es va sobresaltar en escoltar el lladruc d'un gos.
- 31 de juliol de 1977: En la Stacy Moskowitz i en Robert Violante, aquests dos també eren parella, estaven dins d'un cotxe aparcant a prop del parc, quan un home se'ls va apropar i els va disparar. La Stacy va morir hores després a l'hospital, mentre que el Robert va perdre un ull i el 80% de visibilitat de l'altre.